# Wohn- und Geschäftshaus Hauptstraße 198 (Heidelberg)

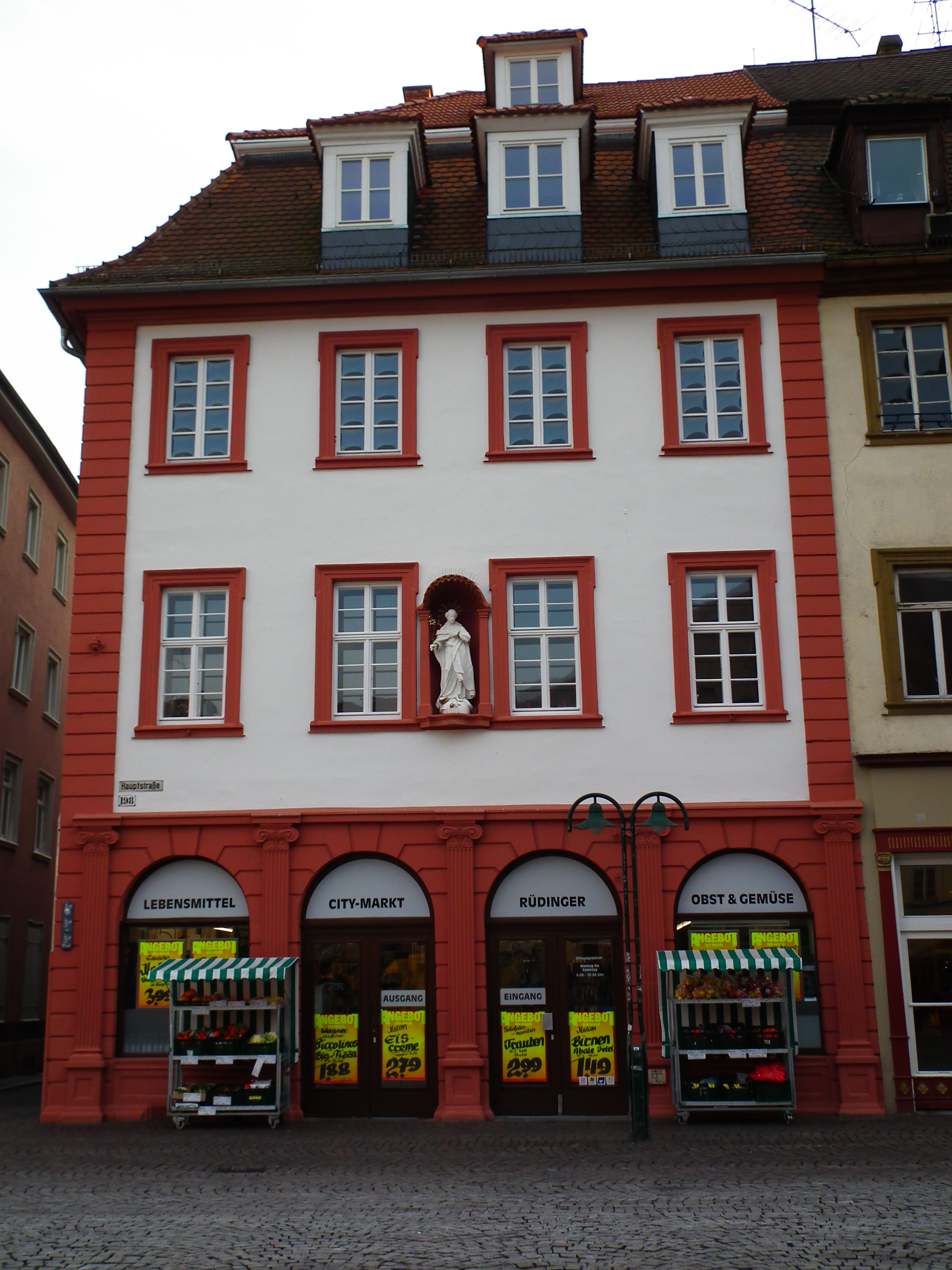
Wohn- und Geschäftshaus Hauptstraße 198

Das Wohn- und Geschäftshaus Hauptstraße 198 ist ein denkmalgeschütztes Gebäude in Heidelberg.
Es wurde im Jahr 1707 erbaut. Seit 1963 ist im Erdgeschoss ein Supermarkt, der City-Markt Rüdinger.
Das dreigeschossige Haus mit Walmdach befindet sich in der östlichen Hälfte der Hauptstraße, der wichtigsten Straße in der Heidelberger Altstadt, an der Ecke Mittelbadgasse. Die repräsentative barocke Schaufassade zum Marktplatz besitzt Arkaden und in den beiden Obergeschossen vier Fensterachsen mit Ohrenfenstern. An der Beletage befindet sich eine Madonna von 1747. An der schlichteren langgezogenen Seitenfassade der Mittelbadgasse setzen sich drei Arkaden fort. Im Innern haben sich zum Teil barocke Stuckdecken erhalten.